# Jens Davidsen
Jens Davidsen (født 1963 i Vestgrønland) er en grønlandsk skuespiller, der siden 1991 har boet i Danmark.
Jens Davidsen blev uddannet på Tuukkaq Teatret og Riddersalen, Jytte Abildstrøms Teater 1984 -1987. Lavede sin afgangsforestilling "Dengang for længe, længe siden" på Riddersalen. Forestillingen handler om Inuits skabelses fortælling, en beretning fortalt af Arnarulunnguaq, til Knud Rasmussen i 1920'erne ved Uummannaq (Dundas/Thule).
Jens Davidsen arbejder med skuespil på opsætninger, produktioner og projekter i : Teater. Instruktion. Performance. Podcast. Reklamer. Undervisning. TV. Film. Kunstudstilling. Samt den grønlandske maske og trommedans - Uaajeerneq.
Jens Davidsen har turneret i Afrika. Europa. Nordamerika og Norden.
"Smillas sense of snow". Thriller serie på SBS og Viaplay 2025. - Professor Licht. -  "Fangere og Fangstdyr". DR og KNR TV´s dokumentar 1987. - Fortælling og skuespil. - "De udvalgte". Thriller DR TV. 2001 og 2003 - Shamanen René. - "Lysets Hjerte". ASA Film 1998 - Præsten. - "Nissernes Ø". DR TV´s julekalender - 2003. 2008. 2017 og 2022. - Shamanen. - "Drengen der ville gøre det umulige - Nukappiaraq Nanoorusuttoq". Den grønlandske udgave af tegnefilm. ASA film 2003 -  Medinstruktør og Ravnen. - "Melting Barricades". Kunstfilm af Inuk Silis Høegh i New Red Order. 2004 og 2022. - Speak. - "Solen og Månen" Podcast Third Ear - I samarbejde med Jessie Kleemann. 2011. - Fortæller. - "Ufærdige rejser - Unfinished journeys". Kunstfilm af Vladimir Tomic 2012. - Den kloge mand. - "Sjæl gør dig smuk". Bog af Ole Jørgensen om Inuit 1993. - Bidragyder. 